# Mary Jackson (Schauspielerin)
Mary Jackson (* 22. November 1910 in Milford, Michigan; † 10. Dezember 2005 in Los Angeles) war eine US-amerikanische Filmschauspielerin.

## Leben
Mary Jackson arbeitete ein Jahr als Lehrerin, ehe sie ein Schauspielstudium an der Western Michigan University begann. Danach war sie lange im Raum Chicago als Theaterschauspielerin tätig. Ab Anfang der 1950er-Jahre kam sie zu ersten Auftritten im amerikanischen Fernsehen, 1956 machte sie ihr Filmdebüt mit einer kleinen Rolle in William Wylers Filmdrama Lockende Versuchung.
Jackson spielte seit den 1950er Jahren bis weit in die 1990er Jahre in Filmen mit, vor allem jedoch im Fernsehen. Meist war sie in Krimi- und Familienserien in Gastrollen zu sehen oder trat in Sitcoms auf. Bekannt wurde sie durch ihre Rolle der exzentrischen Miss Emily Baldwin in der Serie Die Waltons an der Seite von Helen Kleeb, die ihre ebenfalls unverheiratete Schwester Mamie verkörperte. Im ungesendeten Pilotfilm von The Days of Our Lives spielte sie die Rolle der Alice Horton, diese wurde jedoch mit Frances Reid umbesetzt. Zu Mary Jacksons bekannteren Filmrollen zählten eine Nonne im Katastrophenfilm Airport (1970) sowie die Mutter von Jane Fondas Hauptfigur in Das Geld liegt auf der Straße (1977). Zuletzt stand Jackson im Jahr 1997 für das Waltons-Fernsehspecial A Walton Easter vor der Kamera.
Mary Jackson war von 1937 bis zu ihrem Tod mit Griffin Bancroft Jr. verheiratet. Sie starb im Dezember 2005 im Alter von 95 Jahren an Komplikationen einer Parkinson-Erkrankung.

## Filmografie (Auswahl)
- 1952: The Philco Television Playhouse (Fernsehserie, Folge Rich Boy)
- 1952: Anything Can Happen
- 1956: Lockende Versuchung (Friendly Persuasion)
- 1956: Alfred Hitchcock Presents (Fernsehserie, Folge Mink)
- 1960: The Barbara Stanwyck Show (Fernsehserie, Folge House in Order)
- 1961/1962: Meine drei Söhne (My Three Sons; Fernsehserie, 2 Folgen)
- 1961: Route 66 (Fernsehserie, Folge Don't Count Stars)
- 1963: Twilight Zone (Fernsehserie, Folge Of Late I Think of Cliffordville)
- 1964/1966: The Andy Griffith Show (Fernsehserie, 2 Folgen)
- 1964–1966: Auf der Flucht (The Fugitive; Fernsehserie, 3 Folgen)
- 1968: Bewegliche Ziele (Targets)
- 1969: Lancer (Fernsehserie, 2 Folgen)
- 1970: Airport (Airport)
- 1971: Missouri (Wild Rovers)
- 1971: Mary Tyler Moore (Fernsehserie, Folge Howard's Girl)
- 1972: Terror House
- 1972–1981: Die Waltons (The Waltons; Fernsehserie, 67 Folgen)
- 1973: Blume in Love
- 1973–1977: Barnaby Jones (Fernsehserie, 3 Folgen)
- 1974: Winter unserer Liebe (Our Time)
- 1974/1976: Die Straßen von San Francisco (The Streets of San Francisco; Fernsehserie, 2 Folgen)
- 1977: Das Geld liegt auf der Straße (Fun with Dick and Jane)
- 1977: Audrey Rose – das Mädchen aus dem Jenseits (Audrey Rose)
- 1977: Columbo: Alter schützt vor Morden nicht (Try and Catch Me, Fernsehreihe)
- 1978: Coming Home – Sie kehren heim (Coming Home)
- 1978: Tod in einer kleinen Stadt (A Death in Canaan, Fernsehfilm)
- 1979: Detektiv Rockford – Anruf genügt (The Rockford Files; Fernsehserie, Folge The Big Cheese)
- 1981: Hart aber herzlich (Hart to Hart; Folge: Hoppe, hoppe Reiter)
- 1982: Quincy (Fernsehserie, Folge The Flight of the Nightingale)
- 1982: Ein besonderer Held (Some Kind of Hero)
- 1982: Die Waltons: Hochzeit mit Hindernissen (A Wedding on Walton's Mountain, Fernsehfilm)
- 1982: Die Waltons: Ein großer Tag für Elisabeth (A Day for Thanks on Walton's Mountain, Fernsehfilm)
- 1983: Hardcastle & McCormick (Fernsehserie, 6 Folgen)
- 1983: Magnum (Fernsehserie, Folge I Do?)
- 1986: Ein Engel auf Erden (Highway to Heaven; Fernsehserie, Doppelfolge Das Glück kommt in die Jahre)
- 1988: Manege frei für Pee Wee (Big Top Pee-wee)
- 1990: Der Exorzist III (The Exorcist III)
- 1990–1991: Eine Wahnsinnsfamilie (Parenthood; Fernsehserie, 12 Folgen)
- 1992: Der Schein-Heilige (Leap of Faith)
- 1993: Ozone
- 1993: A Walton Thanksgiving Reunion (Fernsehfilm)
- 1995: A Walton Wedding (Fernsehfilm)
- 1996: A Family Thing – Brüder wider Willen (A Family Thing)
- 1997: A Walton Easter (Fernsehfilm)